# Yamaha CF
Yamaha CF300 Inviter var en snöskoter från Yamaha. Motorn var okonventionell, en encylindrig vätskekyld tvåtaktare på 292 cm³. Nästan inga förändringar gjordes under seriens livstid. Snöskotermodellen såldes 1986–1990.

## CF300 Inviter år för år
- 1986 introducerades modellen som då hette CF300K.
- 1987 introducerades modellen CF300L, den enda skillnaden från året före var en liten detalj på sätet. Handtaget för att montera och avmontera ryggstödet hade fått en smärre designförändring. Dekaler och färg var samma som året innan.
- 1988 kom CF300M. Nytt för M-modellen var en indikatorlampa på förarpanelen. Man förändrade bara denna detalj på 1988:ans modell.
- 1989 CF300N-modellen kom och där hade man ändrat detaljer på huven. Man hade gjort några luftinsläpp. Det var den enda förändringen detta år.
- 1990 CF300P-modellen kom och där hade man inte ändrat på något. Detta var den sista Yamaha CF300 Inviter.